# Össitjärnarna
Össitjärnarna är en sjö i Robertsfors kommun i Västerbotten och ingår i Mångbyån-Kålabodaåns kustområde.